# Morti nel 1453
| Questa pagina contiene informazioni ricavate automaticamente dalle voci biografiche con l'ausilio del template Bio e di un bot. L'aggiornamento è periodico e automatico e ricostruisce completamente la pagina. Se manca una persona in questa lista, sei pregato di non aggiungerla, ma accertati piuttosto che la sua voce biografica contenga il template Bio e che i dati anagrafici siano correttamente compilati. Se il template Bio manca, inseriscilo tu stesso o, in alternativa, metti l'avviso {{tmp\|Bio}} che ne segnala la mancanza. Se i dati riportati sono sbagliati, correggi direttamente la voce biografica; le modifiche saranno visibili in questa lista entro pochi giorni. Per chiarimenti vedi il progetto biografie. La lista contiene solo le 48 persone che sono citate nell'enciclopedia e per le quali è stato implementato correttamente il template Bio. Pagina aggiornata al 26 lug 2025. |

- 9 gennaio - Stefano Porcari, politico e umanista italiano
- 27 febbraio - Isabella di Lorena, sovrana francese
- 9 marzo - Giovanni III Visconti, arcivescovo cattolico italiano
- 24 aprile - Carlo Marsuppini, umanista e scrittore italiano (n. 1398)
- 28 aprile - Giacomo Cocco, militare italiano (n. 1412)
- 9 maggio - Mattia di Trakai, vescovo cattolico lituano
- 29 maggio - Costantino XI Paleologo, imperatore bizantino (n. 1405)
- 29 maggio - Laura di Costantinopoli, religiosa bizantina
- 29 maggio - Demetrio Paleologo Metochite, militare e funzionario bizantino
- 29 maggio - Teofilo Paleologo, nobile e militare bizantino
- 30 maggio - Girolamo Minotto, politico italiano
- 1º giugno - Giovanni Giustiniani Longo, generale italiano (n. 1418)
- 2 giugno - Álvaro de Luna, politico spagnolo
- 3 giugno - Luca Notara, generale bizantino
- 4 giugno - Andronico Paleologo Cantacuzeno, funzionario bizantino
- 18 giugno - Iacopo Alvarotti, giurista italiano (n. 1385)
- 10 luglio - Çandarlı Halil Pascià II, politico ottomano
- 17 luglio - John Talbot, I conte di Shrewsbury, nobile e generale inglese
- 20 luglio - Enguerrand de Monstrelet, francese
- 13 ottobre - Giacomo I di Baden, sovrano tedesco (n. 1407)
- 30 ottobre - Francesco Condulmer, cardinale italiano
- 25 novembre - Juan de Cervantes, cardinale spagnolo
- 24 dicembre - John Dunstable, compositore inglese
- Giovanni Abbatelli, nobile, politico e mercante italiano
- Muhammad IX di Granada, sultano (n. 1396)
- Niccolò Baroncelli, scultore italiano
- Leontari Briennio, ambasciatore e condottiero bizantino
- Tomaso Fregoso, doge (n. 1370)
- Claude de Chastellux, militare francese
- Niccolò da Cornedo, scultore italiano (n. 1405)
- Gian Giacomo Crispo, duca (n. 1446)
- Martino Garrati, giurista italiano
- Giacomo Jaquerio, pittore italiano
- Paola Malatesta, nobile italiana (n. 1393)
- Giovanni Antonio Marzano, nobile italiano (n. 1399)
- Michele di Klops, monaco cristiano russo
- Niccolò da Osimo, francescano, teologo e scrittore italiano
- Gabriele Orsini del Balzo, nobile e generale italiano (n. 1404)
- Nicolò Pizzolo, pittore e scultore italiano
- Onorata Rodiani, pittrice e militare italiana (n. 1403)
- Antonio Sangallo, arcivescovo cattolico italiano
- Sofia di Lituania, principessa lituana (n. 1371)
- Parri Spinelli, pittore e scultore italiano
- Giovan Filippo Terzi Guerrieri, politico e condottiero italiano
- Urban, artigiano ungherese
- Gentile da Leonessa, condottiero italiano (n. 1408)
- Matteo di Foix, nobile francese
- Domenico di Niccolò, scultore italiano (n. 1362)